# Берген, Клаус
Кла́ус Фри́дрих Бе́рген (нем. Claus Friedrich Bergen; 18 апреля 1885, Штутгарт — 4 октября 1964, Ленгрис) — немецкий художник-маринист и иллюстратор.

## Жизнь и творчество
Карл Берген родился в Штутгарте в семье известного художника и иллюстратора Фрица Бергена. Вырос в Мюнхене, где и получил образование в местной Академии художеств. Ещё во время учёбы решил посвятить себя морской тематике в живописи — в тогдашней Баварии далеко не самой популярной. Любовь к морю возникла в 1907 году, после посещения Норвегии и Гельголанда, когда Берген буквально влюбился в море. Начиная с декабря 1907 года вышли в свет «Иллюстрированные рассказы путешественника» писателя Карла Мая, для которых К. Берген создал около 450 иллюстраций. С 1909 года популярность ему приносили картины, созданные в рыбацком посёлке Польперро в Корнуолле. Вплоть до начала Первой мировой войны художник многократно выезжал в Польперро на этюды, по которым были написаны им многие картины, изображающие рыбацкий порт и лодки, портреты моряков и т. п. Несмотря на достаточно высокие цены, эти работы К. Бергена, получавшие призы на художественных выставках, имели успех у покупателей.
Во время Первой мировой войны К. Берген написал ряд полотен, освещающих события морских сражений и походов. Он считается в Германии «художником Скагерракского сражения» — первым живописцем, опросившим моряков германского флота, вернувшихся после этого боя в Вильгельмсхафен. Был участником различных военных манёвров флота на море. Единственный из художников своего времени, предпринявший участие в боевом походе на подводной лодке (SM U-53). Военные полотна К. Бергена о морской составляющей Первой мировой войны являются историческими документами той эпохи. После окончания войны художник работал на различные пароходства — занимался дизайном отправлявшегося в своё первое плавание парохода «Колумб» и т. п. Также выполнял заказ расширявшегося Немецкого музея в Мюнхене, написав для него 9 монументальных полотен.
В 1909 году братья Клаус и Отто Берген основали, совместно со своим другом Эрнстом Удетом, «Aero-Club München 1909». Отто, служивший пилотом, погиб во время Первой мировой войны. Э. Удет же вернулся с войны и сделал карьеру лётчика. К. Берген находился в постоянном контакте с ним, и Удет ввёл Бергена в 1930-е годы в окружение руководства германской авиапромышленности. В частности, художник получил заказ на внутреннее оформление самолёта «Dornier Do X».
В 1922 году К. Берген вступил в НСДАП. Близкое знакомство с руководителями германскими ВМС Эрихом Редером и Карлом Дёницем обеспечивали ему контракты со стороны флота вплоть до 1945 года. 13 крупноформатных полотен К. Бергена были отобраны министерством культуры для Больших германских художественных выставок в Мюнхене, и среди них U 53 в Атлантике (1938), Обстрел Вестерплатте (1940), Вперёд на врага! (1941). В августе 1944 года К. Берген был включён А. Гитлером в особый список — Gottbegnadeten-Liste — куда вошли наиболее ценные для Германии деятели культуры, освобождённые от фронтовой службы. Одной из наиболее известных картин художника является его изображение последней битвы крейсера ВМС Германии «Бисмарк».
После окончания Второй мировой войны подвергся денацификации и пребывал в безвестности до апреля 1964 года. После публикации статьи в американском журнале Life, получил вал заказов из США.
Под впечатление от визита Джона Ф. Кеннеди в Берлин в 1963 году, Клаус Берген отправил президенту США свою картину с видом на Атлантику. Картина пришла в Вашингтон лишь за несколько дней до убийства американского президента в ноябре 1963 года, и остаётся неясным — увидел ли он, бывший военно-морской офицер, этот дар К. Бергена.
К. Берген скончался 4 октября 1964 года.